# 中央国家机关后勤干部培训中心
中央国家机关后勤干部培训中心，是国家机关事务管理局直属事业单位，与全国机关事务管理研究会合署办公

## 沿革
1991年，国务院机关事务管理局和人事部下发《关于加强中央国家机关后勤干部岗位培训工作的通知》（〔91〕国管培训字第229号）。1993年4月22日，国务院机关事务管理局办公室以〔93〕局办字第11号印发《关于中央国家机关后勤干部岗位培训工作的实施意见》，内称“培训工作的日常管理和组织实施由我局中央国家机关后勤干部培训中心负责”，并附“中央国家机关后勤干部培训中心1993年——1995年培训工作重点”。

## 职责
1. 贯彻党和国家有关干部教育的方针、政策，结合中央国家机关后勤部门的具体情况，制订后勤干部岗位培训的中、长期规划和年度计划,并组织实施；
2. 制订中央国家机关后勤部门主要岗位的基本要求及教学大纲；
3. 组织实施后勤干部的规范化岗位培训和短期适应性培训，颁发培训证书，进行学籍和证书管理；
4. 负责收集、整理后勤干部培训信息资料，组织编写与审定后勤干部培训教材和参考资料；
5. 对中央国家机关各单位后勤部门组织的岗位培训进行业务指导；
6. 对中央国家机关后勤干部培训情况进行调查、统计和分析；组织进行后勤干部培训工作的理论研究与经验交流[3]。

## 机构设置
- 办公室
- 培训处
- 研究处[3][1]

## 历任领导
| 主任 …… - 周忠文（？—？） - 范增良（？—？） - 王永红（？—2015年） - 李超宇（2015年—2017年） - 杨有青（2017年—，兼国管局办公室副主任） | 副主任 …… - 吴广崇（？—？，兼中央国家机关后勤干部培训基地主任） - 杨华（？—？） - 杨有青（？—2017年） |

## 全国机关事务管理研究会
1995年2月21日，全国机关事务工作协会召开成立大会。全国机关事务管理研究会在全国机关事务工作协会基础上更名成立。2014年，为贯彻实施《机关事务管理条例》，经国管局党组同意并报民政部批准，全国机关事务工作协会更名为全国机关事务管理研究会。2016年12月9日，召开全国机关事务管理研究会第一次会员大会暨推进机关事务管理创新与理论建设座谈会。全国机关事务管理研究会的主要职责是：“开展机关事务管理理论与实践问题的研究，为推进管理科学化、保障法制化、服务社会化，建立和完善机关事务法治体系，发挥机关事务管理在国家治理中的作用服务。”
全国机关事务工作协会
| 会长 - 郭济（1995年—1997年）（一届） - 焦焕成（1997年—2015年，国务院副秘书长兼国管局局长）（一至四届） 名誉会长 - 郭济（？—？，中国行政管理学会会长）（二届） 顾问 - 常捷（？—？，国务院原副秘书长兼国管局局长）（二届） 秘书长 - 张升智（1995年—？）（一届） - 王元慎（1999年—？，国管局中央国家机关后勤干部培训中心巡视员，2004年起为副会长兼）（二、三届） - 孙千（2009年—？）（四届） - 李金芳（？—？）（四届） | 常务副会长 - 刘广振（？—？）（一、二届） - 唐树杰（2004年—2009年）（三届） 副会长 - 刘广振（1995年—？）（一届） - 孙向东（1995年—？）（一届） - 孙怀山（1995年—2006年，全国政协副秘书长兼机关事务管理局局长）（一至三届） - 董增源（1995年—？）（一届） - 才起（1995年—？）（一届） - 孔长明（1995年—？，上海市政府机关事务管理局局长、上海市机关事务工作协会会长）（一、二届） - 曹其明（1995年—？，湖南省政府机关事务管理局局长、湖南省机关事务管理协会会长）（一、二届） - 董俊发（1995年—？）（一届） - 向自治（1995年—？）（一届） - 王志良（1995年—？）（一届） - 李新（？—？，中直管理局副局长、局长，中直机关事务工作协会会长）（一、二届） - 唐树杰（1999年—2004年，国管局副局长；2009年—？）（二、四届） - 李宝顺（1999年—？，全国人大常委会办公厅机关事务管理局局长）（二届） - 于忠诚（1999年—？，天津市机关事务管理局局长、天津市机关事务工作协会会长）（二、三届） - 刘秉力（1999年—？，辽宁省政府办公厅副主任兼机关事务管理局局长、辽宁省机关事务工作协会会长）（二、三届） - 陈树良（1999年—？，安徽省政府副秘书长兼省直机关事务管理局局长、安徽省机关事务工作协会会长）（二届） - 王敬璋（1999年—？，湖北省政府机关事务管理局局长、湖北省机关事务工作协会会长）（二届） - 罗元富（1999年—？，四川省政府副秘书长兼机关事务管理局局长）（二届） - 薛汉军（1999年—？，陕西省政府副秘书长）（二届） - 张升智（1999年—？）（二届） - 袁铎音（2002年—？）（二届） - 王庆喜（2004年—2011年，全国人大常委会副秘书长）（三、四届） - 张建平（2004年—2005年，中直管理局常务副局长；2005年—2007年，中直管理局局长；2007年—2011年，中办副主任兼中直管理局局长）（三、四届） - 梁树林（2004年—？，河北省委、省政府副秘书长兼省直机关事务管理局局长）（三届） - 陈兆丰（2004年—？，上海市政府机关事务管理局局长）（三、四届） - 张学涛（2004年—2006年，安徽省省直机关事务管理局局长）（三届） - 李自华（2004年—？，湖北省政府机关事务管理局局长）（三届） - 吴松盛（2004年—2006年，湖南省机关事务管理局局长）（三届） - 熊树林（2004年—？，四川省政府机关事务管理局局长）（三、四届） - 李玉怀（2004年—？，陕西省政府副秘书长兼省政府机关事务管理局局长）（三届） - 王元慎（2004年—？）（三、四届） - 翟凤玲（2004年—？，中央国家机关政府采购中心党委书记）（三届） - 郑子傲（？—2006年）（三届） - 卢昌华（2006年—2014年，全国政协副秘书长）（三、四届） - 卢全（2006年—？，北京市政府副秘书长兼市机关事务管理委员会主任）（三届） - 王学银（2006年—？，安徽省委副秘书长兼省直机关事务管理局局长）（三、四届） - 孙长江（2006年—？，河南省省直机关事务管理局局长、河南省委省政府机关事务管理局局长）（三、四届） - 徐国柱（2006年—？，江苏省政府副秘书长兼省级机关事务管理局局长）（三、四届） - 艾尔肯·依布拉音（？—？，新疆维吾尔自治区机关事务管理局局长）（三、四届） - 姚志毅（2009年—？，天津市机关事务管理局局长）（四届） - 李冠（2009年—？，河北省省直机关事务管理局局长）（四届） - 任云峰（2009年—？，山西省政府副秘书长兼省政府机关事务管理局局长）（四届） - 周立元（2009年—？，辽宁省政府副秘书长兼省政府机关事务管理局局长）（四届） - 王宝柱（2009年—？，吉林省省直机关事务管理局局长）（四届） - 郭月莲（2009年—？，黑龙江省省直机关事务管理局局长）（四届） - 彭照杉（2009年—？，福建省政府副秘书长兼省政府机关事务管理局局长）（四届） - 张泽忠（2009年—？，山东省政府副秘书长兼省级机关事务管理局局长）（四届） - 王传豪（2009年—？，湖北省政府机关事务管理局局长）（四届） - 林侃钦（2009年—？，湖南省机关事务管理局局长）（四届） - 马明媛（2009年—？，重庆市政府副秘书长兼市级机关事务管理局局长）（四届） - 史健生（2009年—？，陕西省政府副秘书长兼省政府机关事务管理局局长）（四届） - 刘水生（2011年—2016年，全国人大常委会副秘书长）（四届） - 高翔（2011年—？，国管局副局长）（四届） - 王琛（2011年—？，北京市政府办公厅副主任兼机关事务管理委员会主任）（四届） - 李雅勃（2011年—？，黑龙江省省直机关事务管理局局长）（四届） - 薛晓峰（2011年—？，上海市政府机关事务管理局局长）（四届） - 费伟康（2011年—？，江苏省政府副秘书长兼省级机关事务管理局局长）（四届） - 胡本亮（2011年—？，浙江省政府副秘书长兼省级机关事务管理局局长）（四届） - 陈传进（2011年—？，河南省委省政府机关事务管理局局长）（四届） - 龙晓华（2011年—？，湖南省机关事务管理局局长）（四届） - 谭嘉林（2011年—？，四川省省直机关事务管理局局长）（四届） - 王志贵（2011年—？，甘肃省政府副秘书长兼省机关事务管理局局长）（四届） - 俞贞贵（2011年—？，新疆维吾尔自治区机关事务管理局党组书记）（四届） |

全国机关事务管理研究会
| 会长 - 尚晓汀（2016年—，国管局副局长） 秘书长 - 李兆宇（2016年—2017年） - 杨有青（2017年—） 副秘书长 - 李宁卓（2016年—） - 陈庆修（2016年—） | 副会长 - 代汉生（2016年—，中直管理局副局长） - 高荣德（2016年—，中央军委机关事务管理总局副局长） - 张晶明（2016年—） - 杨瑞雪（2016年—，全国人大常委会办公厅机关事务管理局局长） - 刘小宁（2016年—，全国政协办公厅机关事务管理局局长） - 张珀（2016年—，北京市机关事务管理委员会主任） - 王大心（2016年—，辽宁省政府副秘书长兼省机关事务管理局局长） - 赵永峰（2016年—，上海市机关事务管理局局长） - 龙晓华（2016年—2016年，湖南省机关事务管理局局长） - 郭春英（2016年—，四川省机关事务管理局局长） - 鱼智栋（2016年—，新疆维吾尔自治区机关事务管理局党组书记、副局长） |